# Lotar, kralj Francuske
Lotar (lat. Lothārius; 941. – 2. ožujka 986.) bio je francuski kralj 954. – 986.
Poslije smrti oca Luja IV. 954. godine Lotar postaje kralj pod zaštitom očeva neprijatelja Huga Velikog iz dinastije Capet. Poslije stjecanja punoljetnosti Lotar provodi nekoliko godina u pokušaju jačanja kraljevske vlasti ratujući s neposlušnim plemićima. 
Tako ostvareni uspjeh donosi mu pretjeranu hrabrost, odnosno ludost za objavu rata Svetom Rimskom Carstvu 978. Tijekom prve godine tog munjevitog rata on gotovo zarobljava tamošnjeg cara Otona II., ali sljedeće godine dolazak njemačke vojske do Pariza pokazuje neupitnu glupost ovog rata. Direktna posljedica toga je sklapanje mira 980. godine. 
Oton mu taj napad ipak nije u potpunosti oprostio. Kao car on je imao mogućnost postavljanja biskupa u Francuskoj. Iskoristivši to za biskupa prevažnog Reimsa on postavlja Adalberona koji podržava dinastiju Capet. Tijekom kraljevskog suđenja ovom biskupu za izdaju Lotara su ubili pristaše Huga Capeta koji je namirisao krunu.
Poslije ubojstva u ožujku 986. godine nasljeđuje ga sin, Luj V., posljednji karolinški kralj.

## Poveznice
- Popis francuskih vladara

| Prethodnik: | Kralj Francuske | Nasljednik: |
| Luj IV.     | Kralj Francuske | Luj V.      |